# Dębiec (Medyny)
Dębiec – część wsi Medyny w Polsce, położona w województwie warmińsko-mazurskim, w powiecie lidzbarskim, w gminie Lidzbark Warmiński.
W latach 1975–1998 Dębiec administracyjnie należał do województwa olsztyńskiego.